# Lüscherz
Lüscherz (en francés Locras) es una comuna suiza del cantón de Berna, situada en el distrito administrativo del Seeland a orillas del lago de Bienne. Limita al norte con la comuna de Twann-Tüscherz, al este con Hagneck y Siselen, al sur con Finsterhennen, Brüttelen e Ins, y al oeste con Vinelz.
Hasta el 31 de diciembre de 2009 situada en el distrito de Erlach.

## Turismo
- Camping
- Puerto sobre el lago
- Playa
- Museos
  - Museo local (hotel comunal)
  - Pfahlbaumuseum